# 317
Het jaar 317 is het 17e jaar in de 4e eeuw volgens de christelijke jaartelling.

## Gebeurtenissen

### Europa
- 1 maart - Keizer Constantijn de Grote en medekeizer Licinius benoemen hun zonen Flavius Iulius Crispus, Constantijn II (de laatste nog een baby) en Licinius II tot caesares van het Romeinse Rijk.
- Licinius wordt gedwongen medekeizer Valerius Valens af te zetten en te executeren. Hij vaardigt wetten uit om de christenen te vervolgen in het Oost-Romeinse Rijk.

### China
- Periode van de Zestien Koninkrijken: De Xiongnu vestigen zich in Noord-China en stichten zestien staten met een Chinees bestuur. De ruiternomaden zijn verwant met de huidige Mongolen.
- Het Chinese Keizerrijk wordt ten zuiden van de Yangtze in twee gebieden verdeeld. Nanking wordt de nieuwe hoofdstad van keizer Jin Yuandi (r. 317-322), hij sticht de Oostelijke Jin-Dynastie.

## Geboren
- 7 augustus - Constantius II, keizer van het Romeinse Rijk (overleden 361)

## Overleden
- Valerius Valens, medekeizer van het Oost-Romeinse Rijk